# Schiller-Räuber-Problem
Das Schiller-Räuber-Problem bezeichnet ein Phänomen, das beim Suchen in einer Datenbank auftreten kann, wenn in hierarchischen Daten Teile der Informationen ausschließlich in der vererbenden Tabellenzeile zu finden sind. Der Name leitet sich von Schillers Theaterstück Die Räuber her, das ein Band einer Schriftenreihe ist.

## Beispiele
Ein Schiller-Räuber-Problem tritt in Kataloganwendungen auf, wenn ein Datensatz die übergeordnete Einheit, zum Beispiel eine Schriftenreihe, samt dem Namen des Autors (hier Schiller), enthält. Ein weiterer Datensatz enthält einen Band der Reihe. Der Autor wird dabei nicht wiederholt, da in Datenbanken keine Redundanz vorhanden sein soll. In der Volltextsuche lässt sich keiner der beiden Datensätze mit der Suche nach "Schiller" AND "Räuber" finden. Das ist die ursprüngliche Form des Schiller-Räuber-Problems.

## Vermeidung
Die Redundanz muss bei der Indexierung künstlich erzeugt werden. Dies ist je nach Verlinkungsstruktur der Datensätze nicht immer einfach.